# 鞘脂
鞘脂（英語：sphingolipid）又称神经鞘脂，是以鞘氨醇为骨架，与长链脂肪酸和含氮碱组成的化合物，包括鞘磷脂、脑磷脂及神经节苷脂。鞘脂可作为动、植物细胞膜的主要组分，在动物脑组织和神经组织内含量丰富。
鞘脂最开始在1870年代从腦部提取物被提取出，因为当时其分子机能尚未被阐明，所以人们使用神話中的斯芬克斯來命名>

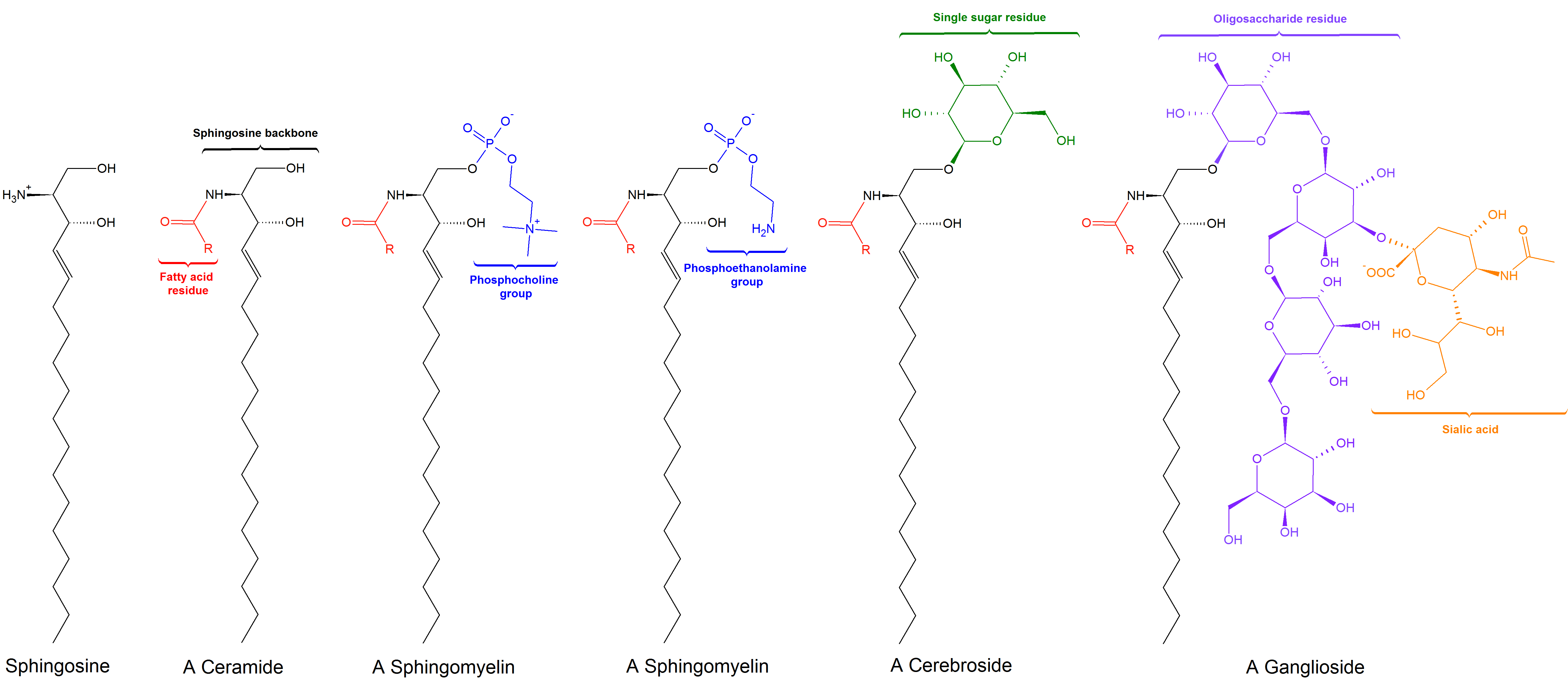
左一为鞘氨醇，由此作为骨架衍生出五种鞘脂

## 外部連結
- 醫學主題詞表（MeSH）：Sphingolipids